# Althornbach
Althornbach là một xã thuộc huyện Südwestpfalz, trong bang Rheinland-Pfalz, phía tây nước Đức. Xã này có diện tích 5,59 km², dân số thời điểm ngày 31 tháng 12 năm 2006 là746 người.